# Француска Полинезија на Светском првенству у атлетици на отвореном 2019.
Француска Полинезија је учествовала на 17. Светском првенству у атлетици на отвореном 2019. одржаном у Дохи од 27. септембра до 6. октобра тринаести пут. Репрезентацију Француске Полинезије представљао је 1 атлетичар који се такмичио у трци на 200 метара.,
На овом првенству такмичар Француске Полинезије није освојио ниједну медаљу али остварио најбољи лични резултат.

## Учесници
Мушкарци:
- Gregory Bradai — 200 м

## Резултати

### Мушкарци
| Атлетичар      | Дисциплина | Лични рекорд | Квалификације | Квалификације | Полуфинале           | Полуфинале           | Финале               | Финале       | Детаљи |
| Атлетичар      | Дисциплина | Лични рекорд | Резултат      | Место         | Резултат             | Место                | Резултат             | Место        | Детаљи |
| -------------- | ---------- | ------------ | ------------- | ------------- | -------------------- | -------------------- | -------------------- | ------------ | ------ |
| Gregory Bradai | 200 м      | 22,78        | 22,79 ЛРС     | 8. у гр. 3    | Није се квалификовао | Није се квалификовао | Није се квалификовао | 50 / 50 (53) |        |